# Music (album Madonna)
Music è l'ottavo album discografico della cantante statunitense Madonna, pubblicato in Europa il 18 settembre 2000, e negli Stati Uniti il 19 settembre 2000 dalla Maverick Records e dalla Warner Bros.

## Storia
Dopo il successo di Ray of Light, Madonna intendeva intraprendere un nuovo tour mondiale, tuttavia la sua casa discografica la incoraggiò a ritornare in studio e registrare un nuovo disco prima di tornare in tournée.
Alla produzione dell'album, Madonna collabora nuovamente con William Orbit ma al tempo stesso con Guy Sigsworth, Mark "Spike" Stent e Talvin Singh, scoprendo un musicista franco-afghano, Mirwais Ahmadzaï, il quale collabora con lei alla produzione della maggior parte dei brani dell'album.
Ospite dell'album è Rupert Everett, nei cori di American Pie, mentre c'è un campionamento della voce di Charlotte Gainsbourg, come introduzione al brano di What It Feels Like for a Girl, in cui recita alcune frasi tratte dal film Il Giardino di Cemento, diretto da Andrew Birkin.
Alla rivista The Face Madonna ha rivelato cosa l'ha ispirata nella produzione delle canzoni e della musica dell'album: "Questo album, più degli altri album, riguarda tutti gli aspetti della mia vita". La cantante ha, inoltre, affermato che "dopo aver partorito una bambina, mi sentivo completa, provavo lo stupore della vita e mi sentivo profondamente meditativa e retrospettiva, e interessata agli aspetti mistici della vita".

## Brani
Sal Cinquemani dello Slant Magazine ha sottolineato la "direzione più sperimentale" dell'album, rispetto ai suoi album precedenti. Nel disco Madonna fa ampio uso del vocoder in brani fortemente elettronici e sperimentali come Impressive Instant e Nobody's Perfect. Oltre ai singoli Music, Don't Tell Me e What It Feels Like for a Girl, sono presenti canzoni come Paradise (Not for Me), lenta ballata cantata in inglese e francese, pubblicata anche sull'album Production di Mirwais.
Music è la prima canzone del disco, a cui dà il titolo. La canzone inizia con la voce androgena di Madonna che dice: "Hey Mr. D.J., put a record on. I wanna dance with my baby" ("Senti signor D.J., metti su un disco, voglio ballare con il mio amore"). Nell'album, la voce di Madonna viene ripetutamente manipolata elettronicamente, ad esempio quando canta: "Do you like to boogie woogie?" ("Ti piace il Boogie-woogie?"). La strofa"I wanna dance with my baby" , secondo alcuni critici, sottolinea il legame con il suo pubblico omosessuale.
La seconda traccia è Impressive Instant. Madonna ha affermato che questa è stata la canzone più difficile da scrivere.Si tratta di una traccia movimentata da tastiere futuristiche e voci oscure nei passaggi robotici e distorti. Madonna, alla fine della canzone, canta con uno stile infantile "I like to singy, singy, singy, like a bird on a wingy, wingy, wingy" («Mi piace cantare, cantare, cantare, come un uccello in volo, in volo, in volo), in mezzo a un vortice vibrante e festoso di tastiere elettriche e percussioni.
La terza canzone, Runaway Lover è una traccia rave/trance house. Questa canzone è stata scritta in collaborazione con William Orbit. Il testo è breve e parla di un uomo che si approfitta delle sue amanti prima di fuggire.
La canzone che segue è I deserve it, una canzone acustica, caratterizzata da un groove derivato dall'Hip hop. Il testo dice: "Many miles, many roads I have traveled, fallen down of the way/Many hearts, many years have unraveled, leading up to today" ("Molte miglia, molte strade ho percorso, cadendo sulla strada/ Molti cuori, molti anni si sono succeduti, portandomi ad oggi").
Dopo Amazing, si giunge a Nobody's Perfect, da molti considerata una delle migliori tracce del disco. Secondo Stephen Thomas Erlewine di Allmusic "nella canzone, i sentimenti sono intrappolati dagli effetti elettronici.
La traccia seguente è Don't Tell Me, scritta per Madonna dal cognato Joe Henry. La canzone è caratterizzata dal suono della chitarra acustica e dalle tastiere. 
L'ottava traccia è What It Feels Like for a Girl, che parla del ruolo delle donne nella società. 
La traccia successiva Paradise (Not For Me) è cantata in inglese e francese. Alcune strofe, come: "I can't remember, when I was young, I can't explain if it was wrong" riflettono una gamma di metodi artistici, comprendenti nel testo della canzone elementi musicali, visuali e testuali. Da un punto di vista musicale, si ispira a Édith Piaf. Il testo tratta delle conseguenze della fama e di come abbia reso la vita della cantante turbolenta: "Into your eyes my face remains / I've been so high, I've been so down / Up to the skies, down to the ground" ("Nei tuoi occhi rimane il mio volto / Sono stata così in alto, sono stata così in basso / Su nei cieli, giù al suolo").
La decima e ultima canzone è Gone, che affianca il suono della chitarra acustica ad elementi elettronici. Una voce più soul da' profondità a un testo ammonitorio e di avvertimento: "Turn to stone, lose my faith / I'll be gone before it happened" ("Pietrificata, senza fede / Sarò andata prima che accada").

### Outtake e demo
- Arioso (Madonna, William Orbit) - demo registrato durante le sessioni per l'album Music; la musica è basata sul brano Arioso (Adagio in G) tratto dalla Cantata BWV 156 di Bach, rielaborata elettronicamente secondo lo stile di William Orbit. Una parte del demo fu rielaborata per il brano Wonderland, sigla dell'omonima serie televisiva americana. Il demo è trapelato on line nel dicembre 2014;
- Little Girl (Madonna, William Orbit) - è una ballata dedicata alla figlia Lourdes, come Little Star. Il demo è trapelato on line nel settembre 2010;
- La Petite Juene Fille (Madonna, William Orbit) - è una versione alternativa della canzone Little Girl con un testo sostanzialmente uguale, ma con il ritornello tradotto in francese, mentre la struttura musicale è completamente diversa, orientata verso un ritmo dance. Il demo è trapelato in rete nel dicembre 2011;
- Like An Angel Passing Through My Room (Benny Andersson, Bjorn Ulvaeus) - cover orchestrale di una canzone degli ABBA registrata durante le sessioni per l'album Music e poi scartato. Il demo è trapelato in rete nell'agosto 2008;
- Liquid Love (Madonna, William Orbit) - un'altra collaborazione con William Orbit scartata dall'album Music, probabilmente a beneficio di altre collaborazioni con Mirwais. Orbit utilizzò la parte strumentale per incidere la canzone Bubble Universe, presente nel suo album Hello Waveforms del 2006. La registrazione è trapelata on line a metà del 2006;
- Run (Madonna, William Orbit) - un'altra registrazione durante le sessioni per l'album Music, poi scartata. La demo è trapelata on line nell'aprile 2011;
- Mysore Smile (Madonna, William Orbit) - composta e prodotta con William Orbit ma mai pubblicata, la canzone è probabilmente una prima versione di Cyber-Raga. Una versione solo strumentale del brano è trapelata in rete nel 2013.

## Copertina
Con Music avvenne l'ennesimo cambio d'immagine per Madonna, uno dei più iconici della sua carriera, ispirato ai cowboy e al folk americano, stile che ben si coglie nelle foto del booklet realizzate da Jean-Baptiste Mondino. nei video dei due singoli Music e Don't Tell Me e in un atto del Drowned World Tour. Per la copertina di Music, Madonna indossa una camicia blu, un paio di jeans, stivali rossi e un cappello da cowboy. Madonna è in primo piano, e sullo sfondo si nota una macchina in un distributore di benzina. Il mondo country è un tema costante nelle foto incluse nell'album. Secondo Fouz-Hernández, la copertina è una celebrazione degli Stati Uniti d'America occidentali. In particolare, si fa riferimento alla combinazione di abiti tipici del West con costose scarpe a tacco rosse, un chiaro riferimento a Judy Garland, un'importante icona gay. Le foto sono state scattate a Los Angeles, California, tra il 10 e il 13 aprile. In un'intervista, Mondino ha riferito che l'idea di usare il tema del West è stata sua, e ha affermato che "all'inizio Madonna non era sicura, ma io le dissi che se a lei non fosse piaciuto non l'avrei fatta pagare. Alla fine a lei è piaciuto molto il risultato finale.

## Pubblicazione
Nella versione europea, giapponese e australiana dell'album è presente la cover di American Pie, riarrangiata per la colonna sonora del film Sai che c'è di nuovo?.
La versione giapponese e australiana dell'album contiene anche il brano Cyber-raga, adattamento di un testo tradizionale tratto dal Veda e dal Mahābhārata, due testi sacri della religione induista. Inizialmente intitolato Cyber shadu (lo shadu è un santone indù, mentre il raga è una forma melodica indù), Cyber-raga è scritto interamente in sanscrito, e pubblicato per il singolo Music. Successivamente è stato pubblicato anche nella versione europea del singolo di Don't Tell Me. Il coautore Talvin Singh aveva già lavorato con Madonna realizzando un remix di Nothing Really Matters.
Nel 2001, in occasione del Drowned World Tour è stata realizzata una versione speciale dell'album, messa in circolazione a tiratura limitata e che contiene 2 CD, il primo, con tutte la tracce dell'album, tranne Cyber-Raga, ed il secondo, che ne contiene alcuni remix.

## Promozione
Dopo la pubblicazione dell'album e aver dato alla luce Rocco, Madonna partecipò al David Letterman Show, il 3 novembre del 2000. L'ultima volta che Madonna aveva partecipato al programma, nel 1994, la sua intervista aveva provocato uno scandalo, per il suo atteggiamento bizzarro, per le dichiarazioni e per l'uso delle parolacce. In una veste nuova e più matura, Madonna si è esibita in Don't Tell Me. Il 5 novembre 2000, Madonna ha tenuto un concerto al Roseland Ballroom di New York. I costumi dello show furono realizzati da Dolce & Gabbana, e la cantante ha cantato pezzi quali Don't Tell Me, Impressive Instant, Runaway Lover, What It Feels Like for a Girl e Music. Per promuovere l'album, la cantante si è spostata in Europa, dove si è esibita in Don't Tell Me nel programma televisivo tedesco Wette, dass?? l'11 novembre 2000, e agli MTV Europe Music Awards 2000, dove si è esibita con Music. La cantante ha realizzato un altro concerto, alla Brixton Academy di Londra. La scaletta era uguale al concerto tenuto al Roseland Ballroom di New York, aggiungendo solo Holiday. Madonna si è esibita il 2 dicembre del 2000 nel programma televisivo italiano Carràmba che fortuna, esibendosi in Don't Tell Me.
Durante la promozione di Sai che c'è di nuovo?, in cui Madonna oltre ad essere una dei protagonisti, promuove in contemporanea il remake del singolo American Pie, pubblicando, a distanza di qualche mese, anche il nuovo album Music.

## Singoli
Dall'album Music sono stati estratti tre singoli, oltre ad American Pie.
Secondo indiscrezioni Madonna era intenzionata a pubblicare come quarto singolo Impressive Instant, ma la casa discografica era contraria a tale scelta preferendo Amazing. Poiché Madonna si rifiutò di girare il video di Amazing, i progetti per un quarto singolo furono cancellati.

## Accoglienza

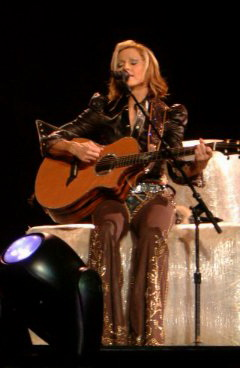
Madonna sfoggia il suo nuovo look d'ispirazione country durante il Drowned World Tour.

Music è stato acclamato dalla critica internazionale, che ha apprezzato la collaborazione di Madonna con Mirwais Ahmadzaï e la creatività espressa nell'album, mentre invece alcune delle canzoni prodotte da William Orbit, sebbene ritenute "orecchiabili", sono state snobbate. Il disco ha ricevuto ben cinque nomination ai Grammy Awards del 2001, finendo per vincere nella categoria Miglior packaging.
La sua collaborazione con Mirwais Ahmadzaï e William Orbit portò a un album dal sapore più sperimentale, che ricevette pareri positivi dalla critica, ottenne cinque nomination ai Grammy Awards e fu posizionato dalla rivista Rolling Stone alla 452 posizione nella lista dei 500 migliori album secondo Rolling Stone. Il disco fu un successo commerciale, vendette 4 milioni di copie nei primi dieci giorni dalla pubblicazione, ottenne un triplo disco di platino dalla Recording Industry Association of America per aver venduto 3 milioni di copie negli Stati Uniti. Le vendite complessive furono invece di oltre 15 milioni di copie in tutto il mondo, facendo di Music uno degli album più venduti degli anni Duemila. Il singolo che dà il nome al disco, Music, raggiunse la prima posizione in classifica in 25 paesi del mondo. A Music seguirono altri singoli di grande successo: Don't Tell Me e What It Feels Like for a Girl, si piazzarono ai primi dieci posti in diversi paesi del mondo.

## Tour
I brani Music, Impressive Instant, Don't Tell Me, Paradise (Not For Me), e What It Feels Like For a Girl sono stati eseguiti dal vivo nel 2001 nel Drowned World Tour.
Della canzone Paradise (Not for Me) - che è la seconda canzone più lunga incisa da Madonna (dopo Physical Attraction), con una durata di 6 minuti e 33 secondi - è stato registrato un video per il Drowned World Tour che funge da introduzione al secondo atto ispirato al film Memorie di una geisha e agli anime giapponesi.
Il brano Music è stato inserito anche nella scaletta del Re-Invention Tour (2004), del Confessions Tour (2006), dove viene mixato con la musica di Disco Inferno da La Febbre del Sabato Sera, e dello Sticky&Sweet Tour (2008), con un remix di Fedde le Gand insieme ad un campionamento di Last Night a DJ Save My Life. La canzone è stata eseguita anche al Rebel Heart Tour (2016) con una intro musicale in stile swing. 
Don't tell Me è stata eseguita nel Re-Invention Tour (2004), mixata con una musica francese nella data di Parigi e nelle altre date con la musica del brano Bittersweet Symphony dei The Verve; nel The Celebration Tour (2023) con atmosfere e costumi ispirate al video musicale. 
Paradise (Not For Me) è stato inserito nel Drowned World Tour 2001 come video interlude mentre è stato eseguito dal vivo in una versione acustica nel Confessions Tour del 2006, dove Madonna duetta con Yitzhak Sinwani.
Alcuni versi del brano Cyber-Raga sono cantati durante MDNA Tour (2012), durante l'ultimo atto del concerto, nell'esecuzione del brano I'm A Sinner, in un'atmosfera ispirata alla spiritualità induista.
I brani Don't Tell Me, Nobody's Perfect e Paradise (Not For Me) sono stati riproposti nello spettacolo Tears of a clown del 2016, creato per i fan australiani della cantante, nazione in cui non si esibiva da 23 anni.

## Tracce
1. Music – 3:45 (Madonna, Mirwais Ahmadzaï)
2. Impressive Instant – 3:38 (Madonna, Mirwais Ahmadzaï)
3. Runaway Lover – 4:48 (Madonna, William Orbit)
4. I Deserve It – 4:24 (Madonna, Mirwais Ahmadzaï)
5. Amazing – 3:44 (Madonna, William Orbit)
6. Nobody's Perfect – 5:02 (Madonna, Mirwais Ahmadzaï)
7. Don't Tell Me – 4:40 (Madonna, Mirwais Ahmadzaï, Joe Henry)
8. What It Feels Like for a Girl – 4:45 (Madonna, Guy Sigsworth)
9. Paradise (Not for Me) – 6:33 (Madonna, Mirwais Ahmadzaï)
10. Gone – 3:30 (Madonna, Damian Le Gassick, Nik Young)

Traccia bonus dell'edizione internazionale e della ristampa nordamericana in vinile del 2016
1. American Pie – 4:32 (Don McLean)

Traccia bonus dell'edizione giapponese e australiana
1. Cyber-Raga – 5:33 (Madonna, Talvin Singh)

Tracce bonus dell'edizione messicana
1. Lo que siente la mujer (What It Feels Like for a Girl) – 4:44 (Madonna, Guy Sigsworth, Alberto Ferraras, Torn)
2. What It Feels Like for a Girl (Above & Beyond Club Radio Edit) – 3:45 (Madonna, Guy Sigsworth, Torn)

### Special Tour Edition(2001)
Disco 2
1. Music (Deep Dish Dot Com Remix) – 11:22
2. Music (HQ2 Club Mix) – 8:51
3. Don't Tell Me (Timo Maas Mix) – 6:55
4. Don't Tell Me (Tracy Young Club Mix) – 11:00
5. What It Feels Like for a Girl (Paul Oakenfold Perfecto Mix) – 7:20
6. Lo que siente la mujer (What It Feels Like for a Girl) – 4:44
7. What It Feels Like for a Girl (video) – 4:36

Durata totale: 54:48

## Formazione
- Madonna: Produttrice, voce, chitarra
- Mirwais Ahmadzaï: Produzione, tastiera, chitarra, programmazione
- William Orbit: Produttore, tastiera, chitarra, programmazione, cori
- Mark Stent "Spike": Produttore, miscelazione (suoni)
- Guy Sigsworth: Produttore, chitarra, tastiera, programmazione
- Spuehler Sean: Programmazione
- Jake Davies, Mark Endert, Geoff Foster, Sean Spuehler: Ingegneri
- Tim Lambert, Chris Ribando, Dan Vickers: Assistenti ingegneri
- Geoff Foster: String ingegnere
- "Young Tim": Mastering
- Steve Sidelnyk: Batteria
- Jean-Baptiste Mondino: Photography
- Matthew Lindauer, Kevin Reagan: Design
- Kevin Reagan: Direttore artistico

## Successo commerciale
Music ha venduto più di 12 milioni di copie, debuttando alla posizione numero 1 delle classifiche in 23 Paesi di tutto il mondo; è stato il primo album di Madonna a raggiungere la vetta negli Stati Uniti dai tempi di Like a Prayer (1989).
Music occupa il 452º posto all'interno della classifica dei 500 migliori album di tutti i tempi stilata da Rolling Stones nel 2003.

## Classifiche
| Classifica (2000) | Posizione massima |
| ----------------- | ----------------- |
| Australia         | 2                 |
| Austria           | 1                 |
| Belgio (Fiandre)  | 2                 |
| Belgio (Vallonia) | 2                 |
| Canada            | 1                 |
| Danimarca         | 4                 |
| Finlandia         | 1                 |
| Francia           | 1                 |
| Germania          | 1                 |
| Italia            | 1                 |
| Norvegia          | 1                 |
| Nuova Zelanda     | 2                 |
| Paesi Bassi       | 1                 |
| Polonia           | 1                 |
| Regno Unito       | 1                 |
| Stati Uniti       | 1                 |
| Svezia            | 1                 |
| Svizzera          | 1                 |

### Classifiche di fine anno
| Classifica (2000) | Posizione |
| ----------------- | --------- |
| Italia            | 8         |